# Assérac
Assérac (bretonsko Azereg) je naselje in občina v zahodnem francoskem departmaju Loire-Atlantique regije Loire. Leta 2012 je naselje imelo 1.795 prebivalcev.

## Geografija
Kraj leži v pokrajini Bretaniji na polotoku Guérande ob zalivu Pont-Mahé, 80 km severozahodno od Nantesa.

## Uprava
Občina Assérac skupaj s sosednjimi občinami La Chapelle-des-Marais, Guérande, Herbignac, Mesquer, Piriac-sur-Mer, Saint-Joachim, Loire-Atlantique, Saint-Joachim, Saint-Lyphard, Saint-Molf in La Turballe sestavlja kanton Guérande s sedežem v Guérandeu; slednji je sestavni del okrožja Saint-Nazaire.

## Zanimivosti
- zaliv Pont-Mahé, skupaj s sosednjimi solinami Mès, slanim jezerom étang du Pont de Fer in otoki île Dumet na seznamu Nature 2000;